# 严州城墙
29°32′21.0″N 119°29′50.0″E / 29.539167°N 119.497222°E
严州城墙，位于中国浙江省建德市梅城镇（旧严州府及其附郭县建德县所在地）。严州城墙大部分已拆除，仅在南部沿江段尚存部分。2010年，严州古城墙遗址公布为建德市文物保护单位。

## 历史
唐中和四年(884)，筑睦州城，周围十九华里；北宋宣和三年(1121)，再次筑城，周长减小；元至正二十一年（1361），朱元璋的部将李文忠改筑城墙。
民国五年（1916年），建德县知事夏曰璈以城楼年久失修为由，拆除和义、武定、拱辰、兴仁四座城楼。
1938年12月，以便于战时民众疏散为由，将严州城墙拆除，南段城墙具有防洪作用而保留。
1960年代，建德下游富春江修建水电站，为防洪考虑，在原古城墙基础上修建了防洪堤坝，南段因而掩埋于堤坝之中，剩余两座城楼也被拆除。2013年，在梅城西湖附近新建定川门。2014年7月，澄清门重新打开；11月，重新打开小南门。

## 现状
严州城墙南段残存城墙，东起梅城镇市民路南端，西至城南西路15号，长约380米；此外尚存小南门(福运门)和大南门（澄清门）。

## 城门
严州共六座旱城门，分别为大南门（澄清门）、小南门（福运门）、大西门、小西门、东门和北门。水门三座，分别为西湖水门、东湖水门和水斗门(北水门)。